# Trafikkollisionsvarningssystem

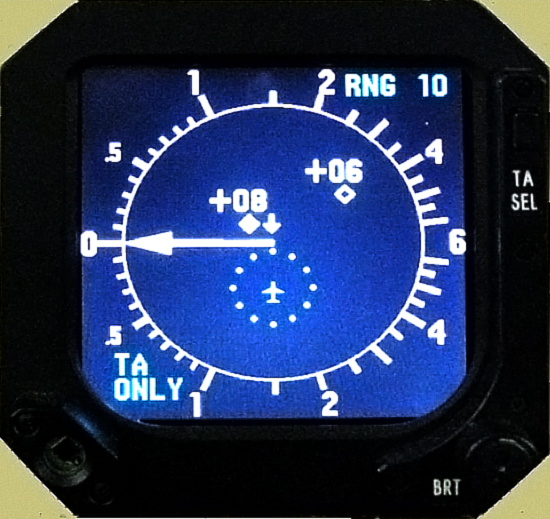
TCAS och IVSI-cockpitdisplay (monokrom).

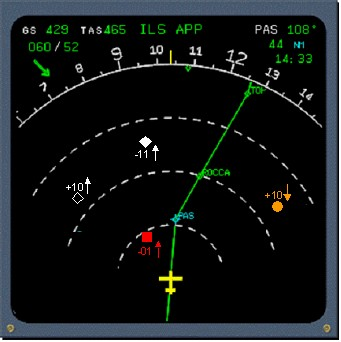
TCAS och EHSI-cockpitdisplay (färg).

Trafikkollisionsvarningssystem, (engelska: Traffic collision avoidance system eller Traffic alert and collision avoidance system både förkortat TCAS, och uttalas tee-kas) är ett flygburet kollisionsvarningssystem (ACAS) utformad för att minska förekomsten av kollisioner i luften mellan flygplan. Det övervakar luftrummet runt ett flygplan för andra flygplan utrustade med en motsvarande aktiv transponder, oberoende av flygtrafikledning, och varnar piloter i närvaro av andra transponder-utrustade flygplan som kan utgöra ett hot om kollision i luften. Det är en typ av flygburet kollisionsvarningssystem reglerat av Internationella civila luftfartsorganisationen (i Sverige av Transportstyrelsen) för att monteras på alla turbinmotordrivna flygplan vars maximala startmassa (MTOM) överstiger 5 700 kg eller vars godkända kabinkonfiguration är inrättad för fler än 19 passagerare.
ACAS/TCAS bygger på sekundär övervakningsradars (SSR) transpondersignaler, och fungerar oberoende av markbaserad utrustning för att ge råd till piloten för ett potentiellt flygplan på kollisionskurs.
I moderna flygplan med glascockpit kan TCAS-displayen integreras i navigeringsdisplayen eller elektronisk Horizontal situation indicator (EHSI). I äldre flygplan med glascockpit och de med mekanisk instrumentering, kan en sådan integrerad TCAS-display ersätta mekaniska variometrar (vilket indikerar den hastighet flygplanet sjunker eller stiger).